# Moto Revue
 (mars 2015).
Si vous disposez d'ouvrages ou d'articles de référence ou si vous connaissez des sites web de qualité traitant du thème abordé ici, merci de compléter l'article en donnant les références utiles à sa vérifiabilité et en les liant à la section « Notes et références ».

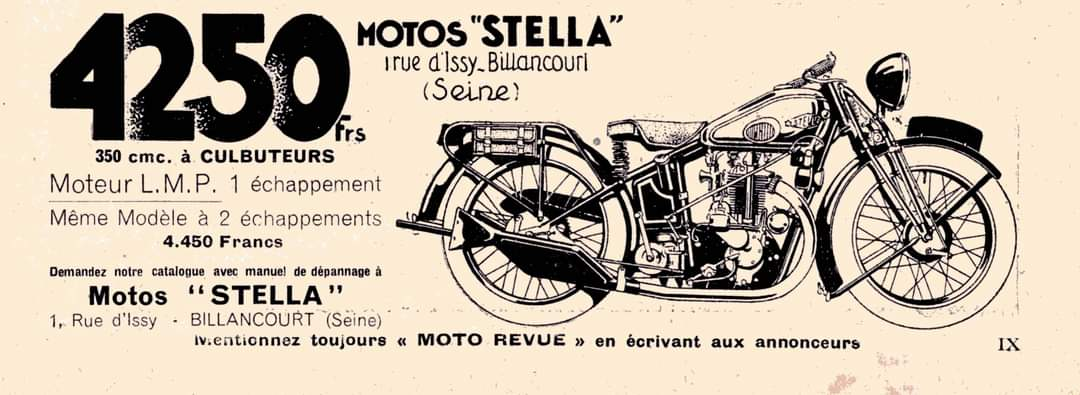
Une publicité de 1929 mentionnant Moto Revue.

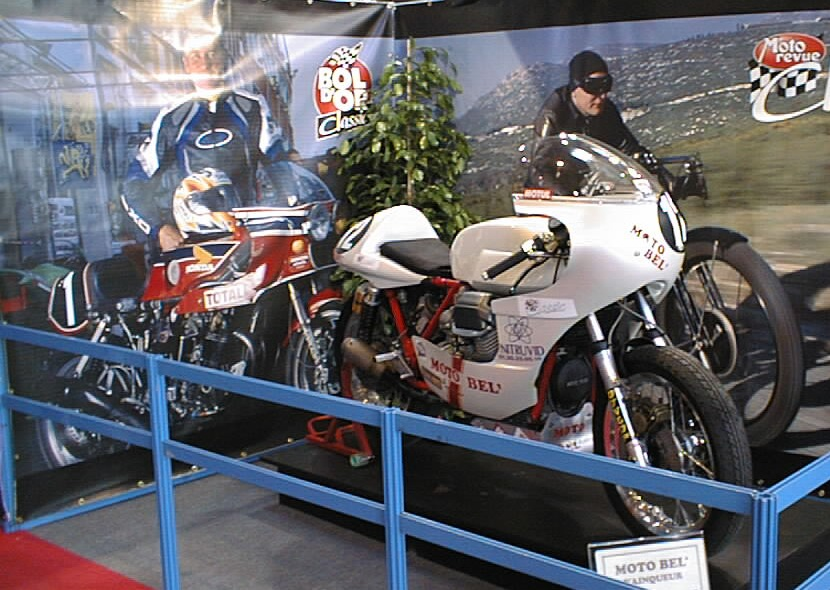
Une Moto Guzzi Moto Bel' - Moto Revue Classic.

Moto Revue est une publication française mensuelle consacrée à la moto fondée en 1913. Elle a notamment été dirigée par Serge Pozzoli. Elle appartient au groupe de presse Éditions Larivière.

## Historique
Créé en juin 1913 par Camille Lacome puis racheté par Patrick Casasnovas en 1968, Moto Revue est le premier et le plus ancien magazine moto en France.
Depuis le mois de juin 1913, Moto Revue tient la chronique de la moto en France et dans le monde entier, en dépit des deux guerres mondiales ayant interrompu sa publication plusieurs années durant. Devancée par l'automobile et la bicyclette, la motocyclette, en 1913, a donc enfin une publication qui lui est dédiée.
Le premier numéro de Moto Revue est publié le 20 juin 1913. La course tient une place prépondérante dans ce premier numéro, qui se targue de faire office de « revue mensuelle du sport motocycliste ». Le contenu de Moto Revue évolue très vite au fil des premiers numéros, et propose des articles techniques tout en restant près de la compétition, car les courses sont nombreuses dans cette ère de pionniers.
En 1914, Moto Revue doit interrompre brusquement sa publication et attendre l'armistice pour reparaître. Arrêtée le 10 août, sa publication reprendra le 15 mai 1919.
À la direction de Moto Revue, on innove et l'on se lance également dans l'organisation d'événements sportifs.
On invente le « Concours du Litre d'essence » dès 1920, le concours international de bicyclettes à moteur, dont la seconde édition aura lieu à Chanteloup-les-Vignes, et l'épreuve de tourisme Paris-les Pyrénées-Paris. Dix-neuf éditions de ce qui devient une grande classique de la route seront organisées à la suite… jusqu'à l'année 1939, marque du début de la Seconde Guerre mondiale. Avant cette nouvelle période sombre, Moto Revue aura assuré l'organisation de très nombreuses courses, rallyes, dont les Six Jours d'Hiver de MR.
C'est donc une fois de plus la guerre, plus longue, qui va interrompre la publication de Moto Revue, de fin août 1939 à juillet 1945. À la Libération, Moto Revue reprend sa parution, timidement d'abord, puis s'affirme au fur et à mesure que les restrictions de papier sont levées.
Devenue une revue moderne, Moto Revue s’efforce d'être à la pointe de l'actualité, aussi bien par des essais de nouvelles machines que par ses comptes rendus sportifs publiés dans les délais les plus courts.
Au cours des années 1970 puis 1980, les Éditions Larivière (la « maison mère » gérant Moto Revue et de nombreux autres magazines) relancent le Bol d'or pour en refaire une épreuve phare de la saison sportive en France et dans le monde. En association avec l'importateur Kawasaki, le groupe de presse crée la Coupe Kawasaki Moto Revue, laquelle révèle des pilotes tels que Patrick Pons, Marc Fontan, Hervé Guilleux, Éric Saul, Christian Sarron, Thierry Espié, ou encore Bruno Bonhuil. Viennent ensuite le Rallye de l'Atlas (au Maroc), le Supercross de Paris-Bercy, le Djerba 500 (en Tunisie), la Corsica 1000 (en Corse) ou le Trial Master (à Paris-Bercy), épreuves mises là aussi sur pied par le département Organisation des Éditions Larivière.

## Aujourd'hui
Moto Revue se modernise en termes d'esthétique, passant d'un magazine en noir et blanc avec peu de touches de couleur à un magazine avec davantage de rubriques, et bien sûr de nouveaux graphismes. Un nouveau logo est créé en 1979, qui ne cesse de changer pour donner forme à la couverture du magazine avec une disposition des titres par ordre d'importance.
Concernant la progression de Moto Revue, le magazine fait face à la concurrence avec de plus en plus de notoriété et de visibilité sur le web.
Le site internet est créé en 2007, tandis que la publication du magazine passe à un rythme bimensuel en 2009. Le centenaire du magazine est fêté en 2013 au travers, notamment, d’une rubrique historique se replongeant dans l’évolution du monde de la moto au cours du siècle dernier. Le no 4000 est l’occasion du lancement d’une nouvelle formule[Quand ?].